# Victor Sikora
Victor Tadeusz Sikora (Deventer, 11 april 1978) is een Nederlands voormalig voetballer van Poolse afkomst die als laatste bij Perth Glory in Australië speelde waarna hij een einde maakte aan zijn carrière wegens een heupblessure. Hij speelde eerder voor Go Ahead Eagles, Vitesse, Ajax, sc Heerenveen, NAC Breda en FC Dallas. Sikora heeft ook zes keer in het Nederlands elftal gespeeld.

## Carrière
| Seizoen | Club            | Wedstrijden | Doelpunten | Competitie          |
| ------- | --------------- | ----------- | ---------- | ------------------- |
| 1994/95 | Go Ahead Eagles | 1           | 0          | Eredivisie          |
| 1995/96 | Go Ahead Eagles | 14          | 1          | Eredivisie          |
| 1996/97 | Go Ahead Eagles | 32          | 8          | Gouden Gids Divisie |
| 1997/98 | Go Ahead Eagles | 31          | 12         | Gouden Gids Divisie |
| 1998/99 | Go Ahead Eagles | 29          | 13         | Gouden Gids Divisie |
| 1999/00 | Vitesse         | 28          | 8          | Eredivisie          |
| 2000/01 | Vitesse         | 27          | 9          | Eredivisie          |
| 2001/02 | Vitesse         | 29          | 3          | Eredivisie          |
| 2002/03 | Ajax            | 17          | 2          | Eredivisie          |
| 2003/04 | Ajax            | 27          | 5          | Eredivisie          |
| 2004/05 | sc Heerenveen   | 19          | 1          | Eredivisie          |
| 2005/06 | NAC Breda       | 13          | 0          | Eredivisie          |
| 2006/07 | NAC Breda       | 9           | 1          | Eredivisie          |
| 2007/08 | NAC Breda       | 21          | 2          | Eredivisie          |
| 2008    | FC Dallas       | 5           | 1          | MLS                 |
| 2008/09 | Perth Glory     | 6           | 2          | A-League            |
| 2009/10 | Perth Glory     | 17          | 4          | A-League            |
| 2010/11 | Perth Glory     | 1           | 0          | A-League            |
| 2011/12 | Perth Glory     | 0           | 0          | A-League            |
| Totaal  | Totaal          | 320         | 70         |                     |

## Erelijst
- Kampioen van Nederland: 2004
- Vitessespeler van het Jaar: 2000